# Shehbazia tibetica
Dontostemon tibeticus là một loài thực vật có hoa trong họ Cải. Loài này được (Maxim.) Al-Shehbaz mô tả khoa học đầu tiên năm 2000.